# Axe discursif
L'axe discursif d'une œuvre est l'axe selon lequel l'auteur a dirigé son propos, semblant le rattacher à d'autres œuvres du même type ou du même temps, exprimant un même courant (politique, psychologique, sociologique, esthétique, etc.)